# Gustave Hervé
Gustave Hervé (Brest, 1871 - Paris, 1944) foi um político francês. 

## Biografia
No início de sua trajetória política, Hervé era um fervoroso socialista antimilitarista e pacifista, mas após 26 meses de prisão (1922), por conta de atividades antimilitaristas, converteu-se em um ultranacionalista.
Em 1919, ele fundou o Partido Socialista Nacional (PSN), que pregava a coooperação e solidariedade entre as classes sociais, em pról dos "superiores interesses nacionais". Seu socialismo-nacional viria a se tornar uma forma de  Fascismo francês e quando Benito Mussolini tomou o poder na Itália, Hervé saudou-o como "meu corajoso camarada italiano".  
Em 1936, Hervé tornou-se um adepto do marechal Philippe Pétain, mas afastou-se dele em 1940. Morreu em 1944, quando a França ainda estava sob domínio da Alemanha nazista.

## Publicações de Gustave Hervé
- Leur Patrie, La Guerre sociale, Paris, 1910
- Mes crimes, ou onze ans de prison pour délits de presse. Modeste contribution on à l'histoire de la liberté de la presse sous la 3. République, La Guerre Sociale, Paris, 1912
- La conquête de l'armée, La Guerre Sociale, Paris, 1913.
- L'Alsace Lorraine, La Guerre Sociale, Paris, 1913.
- Propos d'après guerre, La Guerre Sociale, Paris (1919 ?)
- Après la Marne, 1915
- La patrie en danger, Bibliothèque des Ouvrages Documentaires, 1915
- Nouvelle histoire de France, Fayard, 1930.
- Nouvelle histoire de l'Europe, La Victoire, Paris, 1931
- C'est Pétain qu'il nous faut, La Victoire, Paris, 1935.